# Уряд Бірляйн
Уряд Бірляйн (нім. Bundesregierung Bierlein) був тимчасовим урядом Австрії в 2019 році після краху першого уряду на чолі з канцлером Себастьяном Курцом після справи в Ібіці.
Прийнятий присягою 3 червня 2019 року, уряд Бірляйн був першим суто технократичним урядом Австрії, тимчасовим урядом після успішного вотуму недовіри парламенту та першим урядом на чолі з канцлером Австрії.
Кабінет міністрів офіційно було розпущено 7 січня 2020 року та змінено урядом Себастьяна Курца, в якому Зелені замінили Австрійську партію свободи як молодшого партнера по коаліції з Австрійською народною партією. Обидві партії отримали підтримку за рахунок попередніх коаліційних партнерів Австрійської народної партії на виборах 29 вересня 2019 року.

## Передумови
Перший уряд Курца був коаліційним урядом консервативної Австрійської народної партії (ÖVP) та правої партії свободи Австрії (FPÖ). У травні 2019 року після справи «Ібіца» віце-канцлер та лідер партії свободи Хайнц-Крістіан Штрахе та його заступник Йоганн Гуденус подали у відставку.  Канцлер Народної партії Себастьян Курц закликав до нових виборів.  Однак Курц подав заявку Федеральному президенту Олександру Ван дер Беллену про додаткове усунення суперечливого    міністра внутрішніх справ Австрійської партії свободи Герберта Кікла з посади. Це спонукало всіх інших міністрів партії піти у відставку і від своїх міністерств.  
Як наслідок, уряд Курца втратив підтримку більшості членів Національної ради, і він був усунений під час першого успішного вотуму недовіри в республіканській Австрії.  Президент Ван дер Беллен призначив Бриджіт Бірлейн, тодішню голову Конституційного суду, тимчасовою канцлеркою. Згідно австрійської конституції вона потім обрала решту міністрів за умови схвалення президентом.

## Значущість
У той час як в Австрії є безпосередньо обраний президент, якому законодавчо дозволено призначити будь-кого, кого він вважає за потрібне, канцлером, спроможність Національної ради прийняти рух про недовіру означає, що австрійські уряди фактично все ще потребують довіри в постачанні, як у суто парламентських демократіях. Незважаючи на те, що коаліційні уряди в минулому часто провалювалися, міністри зазвичай залишалися на посаді до обрання та призначення наступного уряду. Технократичний уряд іноді розглядався як можлива альтернатива партійним коаліційним урядам, але поза випадковим призначенням незалежних експертів для відбору міністерств ідея була відхилена як нереальна через вищезазначені вимоги довіри. 
Відсторонення Себастьяна Курца з посади вперше в історії Австрії ознаменувало успіхи руху про недовіру одразу проти всього уряду. Президент Ван дер Беллен був змушений призначити новий уряд, але інших можливих коаліцій не було, і нова дата виборів була вже встановлена на кінець вересня. За допомогою голосів опозиції, в тому числі відстороненої партії Свободи, вона навіть була перенесена на більш пізню дату, ніж запропонована Народною партією Курца. Тому Ван дер Беллен вперше в історії Австрії застосував свої повноваження для призначення незалежного канцлера. 
Брігітте Бірляйн була першим канцлером, не пов'язаним із жодною з основних партій, ні з Австрійською народною партією, ні з соціал-демократичною партією Австрії. Вона також була першою жінкою-канцлером та першою незалежною канцлеркою, яку призначили після руху про недовіру.